# Éric Giuily
 (janvier 2015).
Éric Giuily, né le 10 février 1952 à Alger, est un conseiller en communication et haut fonctionnaire français.
Directeur général de la chaîne de télévision France 2, puis président-directeur général de l'Agence France-Presse, il fonde le cabinet CLAI en 2009.

## Cursus
Éric Giuily naît le 10 février 1952 à Alger,,. Titulaire d'un diplôme d'études supérieures en science politique et d'une maîtrise en droit privé, diplômé de l'Institut d'études politiques de Paris (section Service public, promotion 1974), il est ancien élève de l'École nationale d'administration (major de la promotion Pierre-Mendès-France, 1978).
Auditeur puis maître des requêtes au Conseil d'État, il est conseiller technique du ministre de l'Intérieur et de la Décentralisation Gaston Defferre dans le gouvernement Pierre Mauroy (1)), puis directeur général des collectivités locales dans le même ministère, où il élabore et met en œuvre les lois de décentralisation
Il dirige successivement des entreprises de transport (Causse-Walon S.A., Compagnie générale maritime et SNCM) et de communication-information (Pathé, Antenne 2 / France 2, l’Agence France-Presse.
Ancien président du réseau de communication d'entreprise Publicis Consultants, il est président du cabinet de conseil en stratégie de communication d'entreprise et institutionnelle CLAI et de l'association French Lines.
Délégué général du Cérémé (Cercle d’Etude des Réalités Écologiques et Mix Énergétique).

## Ouvrages
- Avec François Bédarida et Gérard Rameix, Syndicats et patrons en Grande-Bretagne, Paris, Éditions ouvrières, 1980, 188 p. (ISBN 2-7082-2043-8, BNF 36598947).
- La Communication institutionnelle : privé-public : le manuel des stratégies, Paris, Presses universitaires de France, coll. « Quadrige : manuel : économie-gestion », 2009, 184 p. (ISBN 978-2-13-057469-9, BNF 42100432).
- Affaire de com' : stratégies gagnantes, stratégies perdantes, Paris, Odile Jacob, 2011, 237 p. (ISBN 978-2-7381-2667-2, BNF 42465574).
- Avec Olivier Régis, Pour en finir vraiment avec le millefeuille territorial, Paris, L'Archipel, 2015, 352 + 1 (ISBN 978-2-8098-1385-2, BNF 44294723).
- Il y a trente ans, l'acte I de la décentralisation ou L'Histoire d'une révolution tranquille, Paris, Berger-Levrault, 2012, 238 p. (ISBN 978-2-7013-1784-7, BNF 42614602).
- Avec Elisabeth Coutureau, De l'art de faire dire du bien de soi par les autres, Paris, François Bourin Éditeur, 2019, 146 p.  (ISBN 979-1025204467), (BNF 45694242)